# Jomsvikingar

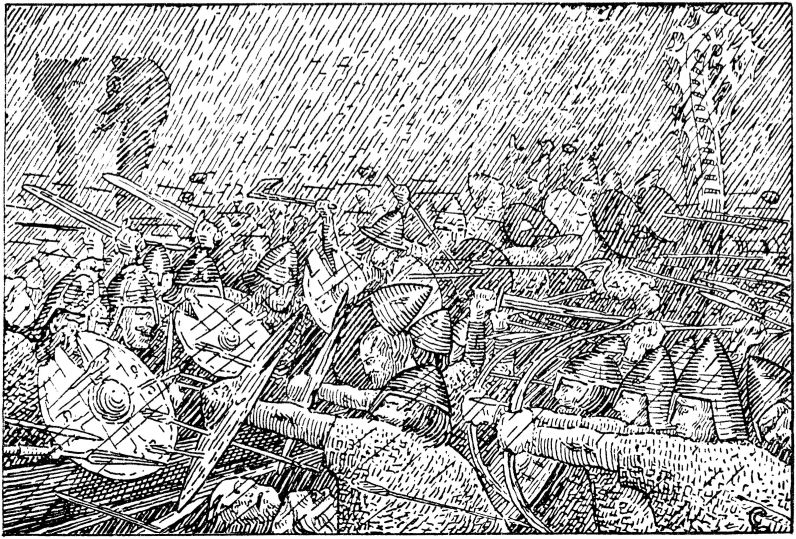
Jomsvikingar slåss i en hagelstorm vid slaget vid Hjörungavåg. Konstnär: Halfdan Egedius.

Jomsvikingar var enligt isländska sagor ett vikingabrödraskap som hade sitt tillhåll i Jomsborg, en stark borg på ön Wolin vid Oders mynning. 

## Historik

### Bakgrund
Begreppet "jomsviking" kommer från Jomsvikingadrapan och Jomsvikingasagan, den sistnämnda ett dramatiskt äventyr som ursprungligen kommer ifrån de isländska sagorna.
Det finns olika källor som omnämner jomsvikingarnas historia. Gesta Danorum, bok 10, berättar om den bebyggda platsen Julinum, som övertogs av den danske kungen Harald Blåtand. Blåtand skall sedan ha gett befästningen till den svenske ädlingen Styrbjörn Starke och utrustat Styrbjörn med en stark här med vilken han terroriserade haven. Knytlingasagan ger samma information rörande att Harald skulle ha grundat jomsvikingarnas brödraskap, men styrker inte historien om Styrbjörns koppling till jomsvikingarna. Jomsvikingasagan berättar att det var Palnatoke, som fick området från den mytiske vendiske kungen Burislav. Styrbjarnar þáttr Svíakappa och  Eyrbyggja saga håller med samtliga ovanstående versioner om att Styrbjörn skulle ha tagit kommandot över jomsvikingarna efter att brödraskapet redan blivit etablerat. Styrbjarnar þáttr Svíakappa berättar också att brödraskapet bestod av en del män från "östliga land", vilket ger en bild av Jomsborg som en etniskt blandad befästning. 
Enligt Fagrskinna skulle Jomsvikingarnas ursprung ha varit att Harald Blåtand under ett härjningståg i Vendland hade byggt en borg på en plats kallad 'Jom', som fick namnet Jomsborg. Där satte han in en hövding och for sedan hem. Jomsvikingarna skulle sedan ha vunnit mycket land från den vendiske kungen Burislav. Efter Haralds död slöt dock Sigvald Jarl, som styrde området, fred med venderna, och Danmark behöll överhögheten över området. Fagrskinna kallade Sigvald och hans män både för jomsvikingar och daner.
Enligt en annan saga, som mer liknar fornaldarsagorna, skall jomsvikingarnas historia ha sin början strax efter Harald Blåtands död då en dansk hövding vid namn Palnatoke fick landet av den vendiske konungen i utbyte mot att han skulle hjälpa till med dess försvar. Palnatoke skall sedan ha varit den som uppförde Jomsborg, och stiftade lagar som bland annat endast tillät män mellan 18 och 50 att upptas i jomsvikingarnas skara, och förbjöd dem att vika sig i strid med jämngod fiende.

### Slaget vid Fyrisvallarna

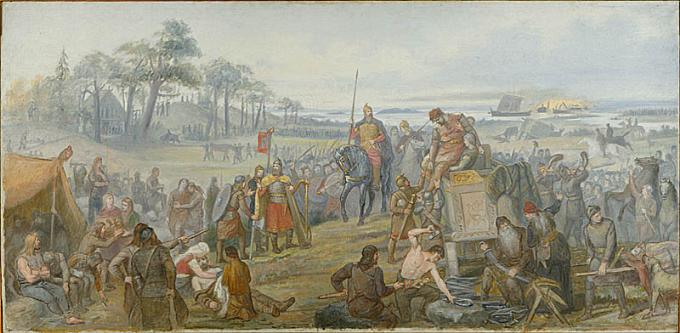
Efter slaget vid Fyrisvallarna. Konstnär: Mårten Eskil Winge (1888).

Gesta Danorum (bok 10), Styrbjarnar þáttr Svíakappa och Eyrbyggja saga nämner att Styrbjörn Starke använde sig av jomsvikingarna på 980-talet för att slåss mot Erik Segersäll i slaget vid Fyrisvallarna i Uppsala. Jomsvikingarna förlorade, vilket förklaras genom en pakt som slutits mellan Erik Segersäll och asaguden Oden. Tre runstenar, Högbystenen, en av Hällestadstenarna (DR 295) och Sjörupstenen från denna tid påminner om ett slag vid Uppsala. Slaget har också kommenterats, poetiskt, av skalden Þórvaldr Hjaltason, som deltog på Erik Segersälls sida.

### Slaget vid Hjörungavåg
Sigvald Jarl skall i samband med Sven Tveskäggs gravöl efter sin far Harald Blåtand ha lovat att dräpa den norske Håkon Sigurdsson eller själv stupa på kuppen. Detta ledde till slaget vid Hjörungavåg, där Sigvald trots sitt löfte flydde från valplatsen. Efter detta är det tämligen tyst om Jomsborg.

### Slaget vid Svolder

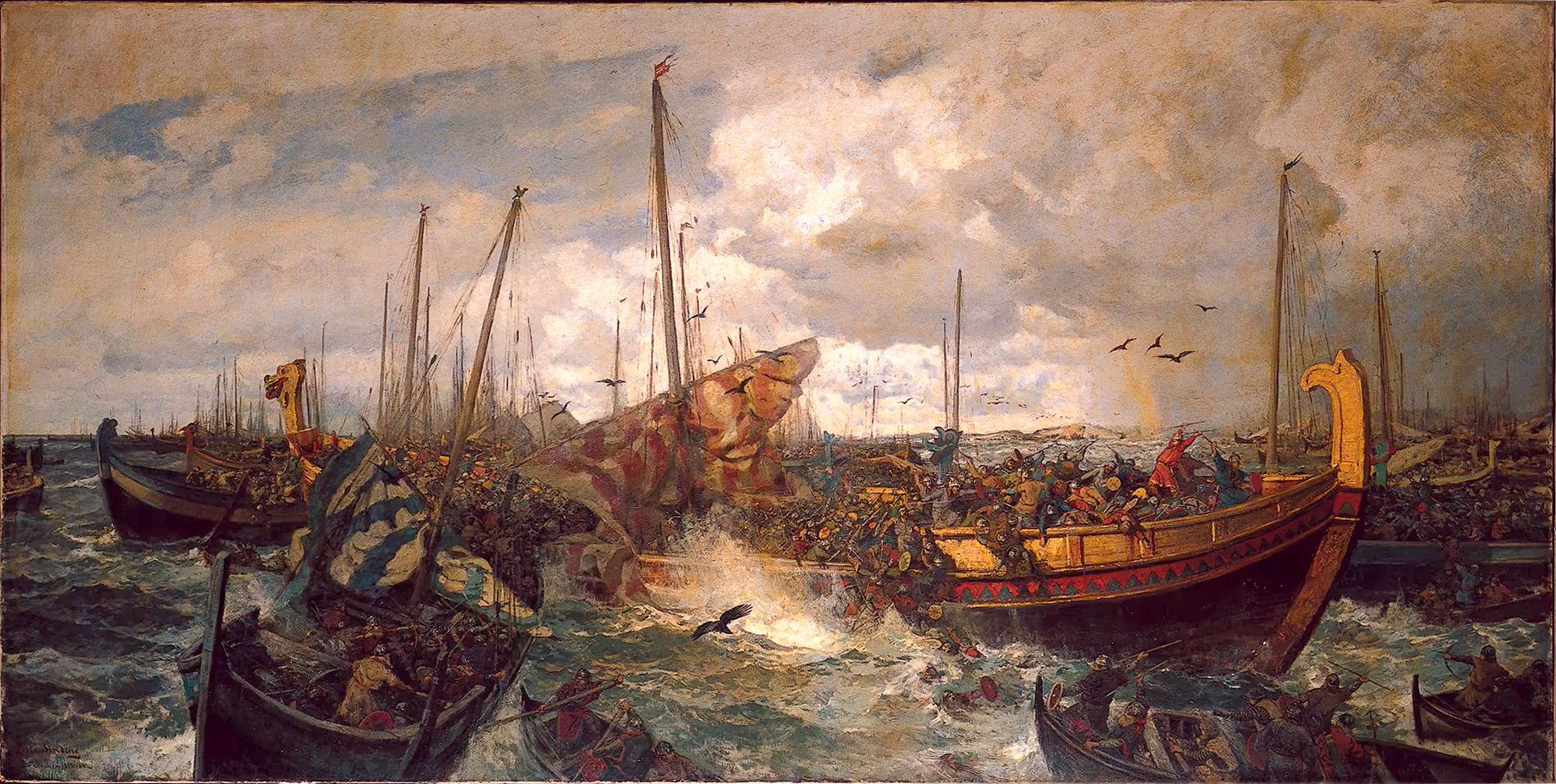
Slaget vid Svolder. Konstnär: Otto Sinding.

Sigvald Jarl spelar enligt Olav Tryggvasons saga även en framträdande roll i berättelserna om slaget vid Svolder, och Jomsborg nämns, men då som boplats för vender och de hårdföra nordborna lyser med sin frånvaro. Jomsvikingarna skall ha spelat en avgörande, men förrädisk, roll i slaget. Sigvald Jarl, som ledde jomsvikingarna, övergav kung Olav av Norge och gick med på fiendens sida för att förstöra Olavs flotta. Det har antagits att detta förräderi kan vara ett försök att slå tillbaka kristnandet av Skandinavien, vilket kraftfullt försökts införas av Olav. Emellertid var den danske kungen Sven Tveskägg, som vann striden, också kristen (åtminstone sade han sig vara det). Sven och fadern, Harald Blåtand, skall ha blivit döpta 965.

### Övrig inblandning
Jomsvikingar skall också ha gjort strandhugg i östra England 1009, och plundrade olika skandinaviska territorier under början av 1000-talet. Runt 1013 var jomsvikingarna via Sven Tveskägg inblandade i olika typer av slag i England, men bytte sida, möjligen för att lägga beslag på en egen danagäld, medan den stora delen av vikingaflottan drev kung Ethelred II av England till Normandie. Jomsvikingarna försvagades allt mer de följande decennierna, och enligt Heimskringla skall Magnus den gode av Norge 1043, efter att venderna i området vägrat lyda honom, ha beslutat att sätta punkt för hotet från jomsvikingarna. Han anföll därför Jomsborg och dödade samtliga.

## Arkeologiska bevis

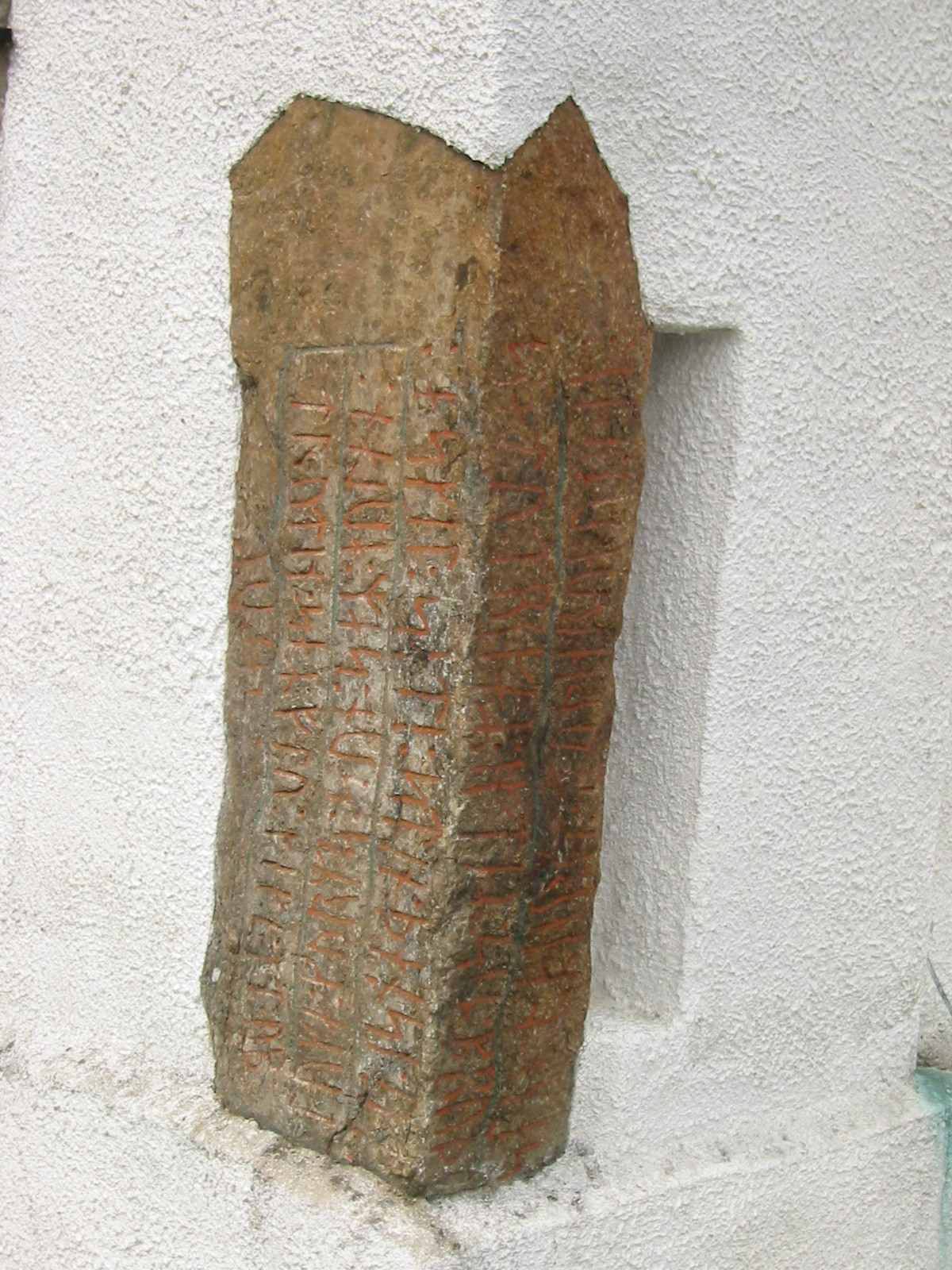
Hällestadstenen 1 DR 295 i Skåne.

Utgrävningar i Wolin i nordvästra Polen har visat att det funnits en stad med rötter sedan 700-talet på platsen. Denna tycks ha varit starkt befäst i överensstämmelse med källorna, men i övrigt gav utgrävningen endast stöd åt påståendet att Magnus den gode skall ha anfallit staden, då man funnit ett brandlager från samma tid. Eftersom nordbor dock vid samma tid tog makten i flera andra städer runt Östersjön, och Jomsborg låg mycket nära Danmark, är det troligt att de även gjort så i Jomsborg, även om källmaterialet är så klent att detta inte kan bekräftas.

## Kända jomsvikingar
- Bue digre
- Sigurd Bueson
- Vagn Åkeson
- Palnatoke
- Sigurd Kåpa
- Sigvald Jarl
- Styrbjörn Starke
- ev. Strutharald (Enligt Snorre Sturlason var Strutharald jarl av "Jomsborg i Vendland")
- Torkel den höge

## Jomsvikingar i kulturen
1995 skapade Freddy Milton den tecknade serien Svend, Knud & Valdemar, vilken sedan 2001 ges ut i albumform under namnet Jomsvikingerne.
Det svenska death metal-bandet
Amon Amarth, vars texter ofta handlar om vikingatiden, släppte år 2016 en skiva som heter Jomsviking.
I bokenserien "Tusenårsriket"  av Tonny Gulløvkan man läsa om Palnatoke och hur han uppför Jomsborg.